# Богандинское муниципальное образование
Богандинское муниципальное образование — сельское поселение в Тюменском районе Тюменской области Российской Федерации.
Административный центр — рабочий посёлок Богандинский.

## История
Статус и границы сельского поселения установлены Законом Тюменской области от 5 ноября 2004 года № 263 «Об установлении границ муниципальных образований Тюменской области и наделении их статусом муниципального района, городского округа и сельского поселения».
Законом Тюменской области от 1 июня 2015 года муниципальное образование рабочий поселок Богандинский и Княжевское муниципальное образование Тюменского муниципального района Тюменской области преобразованы путём их объединения во вновь образованное Богандинское муниципальное образование со статусом сельского поселения с административным центром в рабочем посёлке Богандинский.

## Население
| 2009    | 2010    | 2011    | 2012    | 2013    | 2014    | 2015    |
| ------- | ------- | ------- | ------- | ------- | ------- | ------- |
| 10 374  | ↘9894   | ↗9904   | ↗9925   | ↗10 019 | ↗10 084 | ↗10 348 |
| 2016    | 2017    | 2018    | 2019    | 2020    | 2021    |         |
| ↗10 941 | ↘10 797 | ↘10 722 | ↗10 758 | ↗10 911 | ↗12 529 |         |

## Состав сельского поселения
| № | Населённый пункт | Тип населённого пункта                  | Население |
| - | ---------------- | --------------------------------------- | --------- |
| 1 | Богандинский     | рабочий посёлок, административный центр | →11 627   |
| 2 | Княжево          | село                                    | 511       |
| 3 | Кыштырла         | деревня                                 | 35        |
| 4 | Песьянка         | деревня                                 | ↗16       |